# Piotr Pilitowski
Piotr Pilitowski (ur. 22 marca 1966 w Krakowie) – polski aktor teatralny, filmowy i telewizyjny. 

## Życiorys
Absolwent Państwowej Wyższej Szkoły Teatralnej w Krakowie (dyplom otrzymał w 1988 r. - Samobójca w reż. J. Jarockiego). Aktor Teatru Ludowego w Krakowie. Syn aktorki Marii Nowotarskiej i brat aktorki Agaty Pilitowskiej, które od lat zamieszkują w Kanadzie i tworzą teatr polski, w którym Piotr Pilitowski występował gościnnie. Jest perkusistą krakowskiego zespołu rockowego Kurtyna Siemiradzkiego.

## Filmografia
- 2018:  Pierwsza miłość – doktor Migdalski
- 2016: Ojciec Mateusz (odc. 197)
- 2013 – Lekarze – lekarz (odc. 33)
- 2013 – Pierwsza miłość – Piotr, znajomy Juliana
- 2013 – Hotel 52 – Jacek, ojciec Magdy (odc. 80)
- 2011 – Usta usta – agent Tomek (gościnnie)
- 2011 – Ojciec Mateusz – Robert (gościnnie)
- 2008 – Niezawodny system – bankowiec
- 2008 – Hotel pod żyrafą i nosorożcem – terrarysta Jaszczur
- 2008 – Glina – informatyk Machwitz
- 2008 – Fala zbrodni – Janusz Miklas, lekarz prowadzący Witka Nawrockiego (gościnnie)
- 2008 – Barwy szczęścia – Zbigniew, szef Piotra Walawskiego
- 2007 – Regina – lekarz
- 2007 – Ekipa – magazynier (gościnnie)
- 2006-2007 – Kopciuszek – Fred
- 2005 – Zakochany Anioł – zakonnik
- 2005 – Aryan couple
- 2004-2006 – Pensjonat pod Różą – Ksawery Kraiński, współwłaściciel pensjonatu
- 2004 – Mój Nikifor – Piotr, asystent dyrektorki „Zachęty”
- 2004 – Karol. Człowiek, który został papieżem – lekarz w USA
- 2003-2007 – Na Wspólnej – Jurga – policjant prowadzący akcję antynarkotykową
- 2002-2007 – Samo życie – lekarz psychiatra, także gość na wieczorze autorskim
- 2002 – Na dobre i na złe – pacjent Jacek Grodzicki (gościnnie)
- 2002 – M jak miłość – psycholog policyjny
- 1997 – Sława i chwała – obsada aktorska
- 1988 – Kolory kochania – Stanisław, syn Amelii

## Role teatralne
- Poskromienie złośnicy – Tranio, reż. Jerzy Stuhr
- Zemsta – Wacław, reż. Stanisław Igar
- Iwona, księżniczka Burgunda – Cyryl, reż. Jerzy Stuhr
- Hamlet – Horacy
- Romeo i Julia, Romeo i Julia – Parys, reż. Jerzy Stuhr
- Kafca – Franz Kafka, reż. Tomasz Wysocki
- Prywatna Klinika – Gordon, reż. Jerzy Fedorowicz
- Życie 3 wersje – Henryk, reż. Włodzimierz Nurkowski.
- Pół źartem pół sercem –  Jack, reż. Włodzimierz Nurkowski
- Proces – Józef K., reż. Tomasz Obara
- Wszystko o Mężczyznach – Paweł, reż. Tomasz Obara
- Gąska – Fiodor, reż. Tomasz Obara
- Opowieści o zwyczajnym szaleństwie – Piotr
- Hamlet we wsi Głucha Dolna – nauczyciel, reż. Tomasz Obara
- Kubuś i jego Pan – Pan, reż. Włodzimierz Nurkowski
- Stefcia Ćwiekrole – męskie, reż. Mateusz Przyłęcki
- Kochanowo i Okolice – Makar, reż. Piotr Waligórski
- Hamlet - Klaudiusz, reż. Krzysztof Minkowski
- Hotel Westminster - Richard Willey, reż. Włodzimierz Nurkowski
- „Wychowanka” - Hryńko Bajduła, reż. Mikołaj Grabowski
- „Kartoteka” - Bohater, reż. Marcin Kalisz
- „Viagra” - Rolf, reż. Tomasz Obara
- „Miarka za Miarkę” - Vincencjo, reż. Mikołaj Grabowski
- „Sekretne życie Friedmanów” - Arnold Friedman, reż. Marcin Wierzchowski
- „Wujaszek Wania” - Iwan Wojnicki, reż. Małgorzata Bogajewska
- „Preskot” - Tom, reż. Mateusz Przyłęcki